# Tyskfolkliga frihetspartiet
Tyskfolkliga frihetspartiet, förkortat DVFP alternativt DFP (tyska: Deutschvölkische Freiheitspartei), var ett nationalistiskt politiskt parti i Tyskland på 1920-talet. Partiet grundades officiellt den 16 december 1922 av före detta medlemmar av det konservativa Tysknationella folkpartiet och förordade en radikalt antisemitisk politik. Tongivande personer inom DVFP var Erich Ludendorff, Wilhelm Frick, Ernst Röhm, Gottfried Feder och Theodor Fritsch.

## Historia
Tyskfolkliga frihetspartiet bildades av tre tysknationella politiker, Wilhelm Henning, Reinhold Wulle och Albrecht von Graefe, som en utbrytning ur det tysknationella partiet i vilket stora slitningar uppstod beträffande inställningen till det parlamentariska systemet och partipolitiken i Weimarrepubliken. I synnerhet uppenbarade sig dessa interna konflikter under sommaren 1922 efter mordet på den liberale utrikesministern Walther Rathenau, som var av judisk börd.
Då ledande partiföreträdare hade varit delaktiga i ölkällarkuppen i München i november 1923 utfärdades ett förbud mot både Nationalsocialistiska tyska arbetarpartiet och Tyskfolkliga frihetspartiet. Förbudet mot DVFP hävdes februari 1924 varpå ett allt närmare samarbete med NSDAP inleddes. I oktober samma år bildades en gemensam politisk organisation, Nationalsocialistiska frihetsrörelsen. Den då fängslade nazistledaren Adolf Hitler motsatte sig emellertid sammangåendet. I riksdagsvalet i december 1924 vann detta nya parti runt 3 % av rösterna. Efter att Hitler släpptes ur fängelset började han arbeta för att få förbudet mot NSDAP lyft och i februari 1925 avslutades det högerextrema samarbetet och Nationalsocialistiska frihetsrörelsen lades ned. Flera tyskfolkliga företrädare lät dock kort därpå bilda ännu ett nytt, separat parti kallat Tyskfolkliga frihetsrörelsen som trots gradvis minskande inflytande formellt överlevde ända till upprättandet av enpartisystemet år 1933.

### Fotnoter
1. ↑  Första årgången (händelserna 1923) November. i Svenska Dagbladets Årsbok – händelserna 1923 (1924)
2. ↑  Reimer Wulff (1968). Die Deutschvölkische Freiheitspartei 1922–1928. Hochschulschrift, Marburg, s.35